# Conrad M. Stibbe

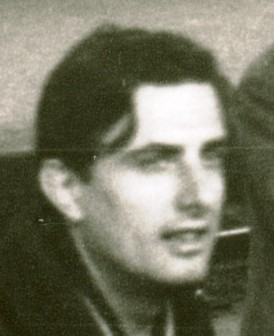
Conrad M. Stibbe 1970

Conrad Michael Stibbe (* 7. September 1925 in Den Haag; † 7. Mai 2019 in Amsterdam) war ein niederländischer Klassischer Archäologe, Schriftsteller und Dichter.
Conrad Stibbe studierte Alte Sprachen und Klassische Archäologie an der Universität von Amsterdam. Während des Zweiten Weltkrieges lebte er in Amsterdam und gehörte zum Kreis um Wolfgang Frommel. Zunächst war er als Lehrer tätig. 1968 wurde er zum Hauptdozenten für Alte Geschichte an der Universität Leiden ernannt. Von 1971 bis 1986 war er der zweite Direktor und Leiter der archäologischen Abteilung des Königlich Niederländischen Instituts in Rom. Er wurde 1972 promoviert. Von 1977 bis 1990 leitete er die niederländischen Ausgrabungen in Satricum. Von 1986 bis zur Pensionierung 1990 arbeitete er als Konservator am Rijksmuseum van Oudheden in Leiden.
Stibbe hat zahlreiche Bücher und Aufsätze über lakonische Keramik und lakonische Bronzen verfasst. Unter den Pseudonymen Corrado M. Hoorweg oder Corrado Hoorweg veröffentlichte er Gedichtbände sowie Artikel über Literatur und Kunst. Viele davon sind in der Zeitschrift Castrum Peregrini veröffentlicht worden.

## Publikationen (Auswahl)
- Lakonische Vasenmaler des 6. Jahrhunderts v. Chr. (1972)
- Laconian Mixing Bowls. Laconian Black-glazed pottery I (1989)
- Laconian Drinking Vessels and Other Open Shapes. Laconian Black-glazed pottery II (1994)
- Das andere Sparta (1996)
- Laconian Oil-flasks and other closed shapes. Laconian Black-glazed pottery III (2000)
- The sons of Hephaistos: Aspects of the archaic Greek Bronze Industry (2000)
- Trebenishte: The fortunes of an unusual excavation (2002)
- Stefan George und Maximin. Aus dem Niederländischen übersetzt von Jattie Enklaar. Königshausen & Neumann, Würzburg 2018, ISBN 978-3-8260-6556-9